# 滏阳河
滏阳河古称釜水、滏水，中国河北地区的一条自然河流，也是北方典型干旱缺水型河流代表之一，同时也是海河流域中子牙河水系的一条重要支流，发源于河北邯郸市峰峰矿区滏山南麓，由元宝泉、黑龙洞泉、广盛泉等72个泉群汇流而成。
滏阳河流经磁县、邯郸市区、永年区、平乡县、巨鹿，汇入邢台的大陆泽，原是从黑龙洞到大陆泽的一段河流，后来大陆泽干涸，经过对河道得疏通，滏阳河河道得以延长为流经邯郸、邢台、衡水的一条重要河流。而历史上，滏阳河曾经是漳河的一条支流。明成化十一年（1475年）滏水脱漳，形成滏阳河道雏形，后经历代疏通改造逐步形成当下的滏阳河。由于上游流经山地、丘陵地区，河水挟带大量泥沙顺流而下，进入平原地区后，河道窄小，水流放缓，淤积大量的泥沙，逐步堵塞河道，成为地上河，一遇大雨，不易排泄，很容易形成水患。
滏阳河在雨水充足的年代里，水面一般宽40到50米，水深可达5—7米，可以航行50到100吨的木帆船，在滏阳河上千年的航运历史中，是华北地区重要的漕运交通线，也造就了沿河流域的李家庄、南故城、零藏口、圈头、龙店等数十多个河运码头。沿线水美鱼肥，绿柳成荫，货轮穿梭，艄公号子不断，其本身的河灯文化在华北地区也是独树一帜。但是，1949年以来由于上游工农业用水急剧增加，河流水量大幅减少，河道淤积并且日益萎缩，还因建东武仕水库引水，致使滏阳河航运日益衰落，除汛期外时有断流发生，彻底丧失航运功能，再加上上世纪80、90年代以来，受片面经济发展观的影响，滏阳河成为沿线各类工农业企业和城市生活污水的直排沟，清澈的河水变成了污水沟。虽然近几年沿线城市加强对滏阳河的治理，但是仍未恢复到之前的水质，现在的滏阳河对沿岸地区提供排洪、灌溉、发电、养鱼、供水、排污等功能。

## 称呼记载

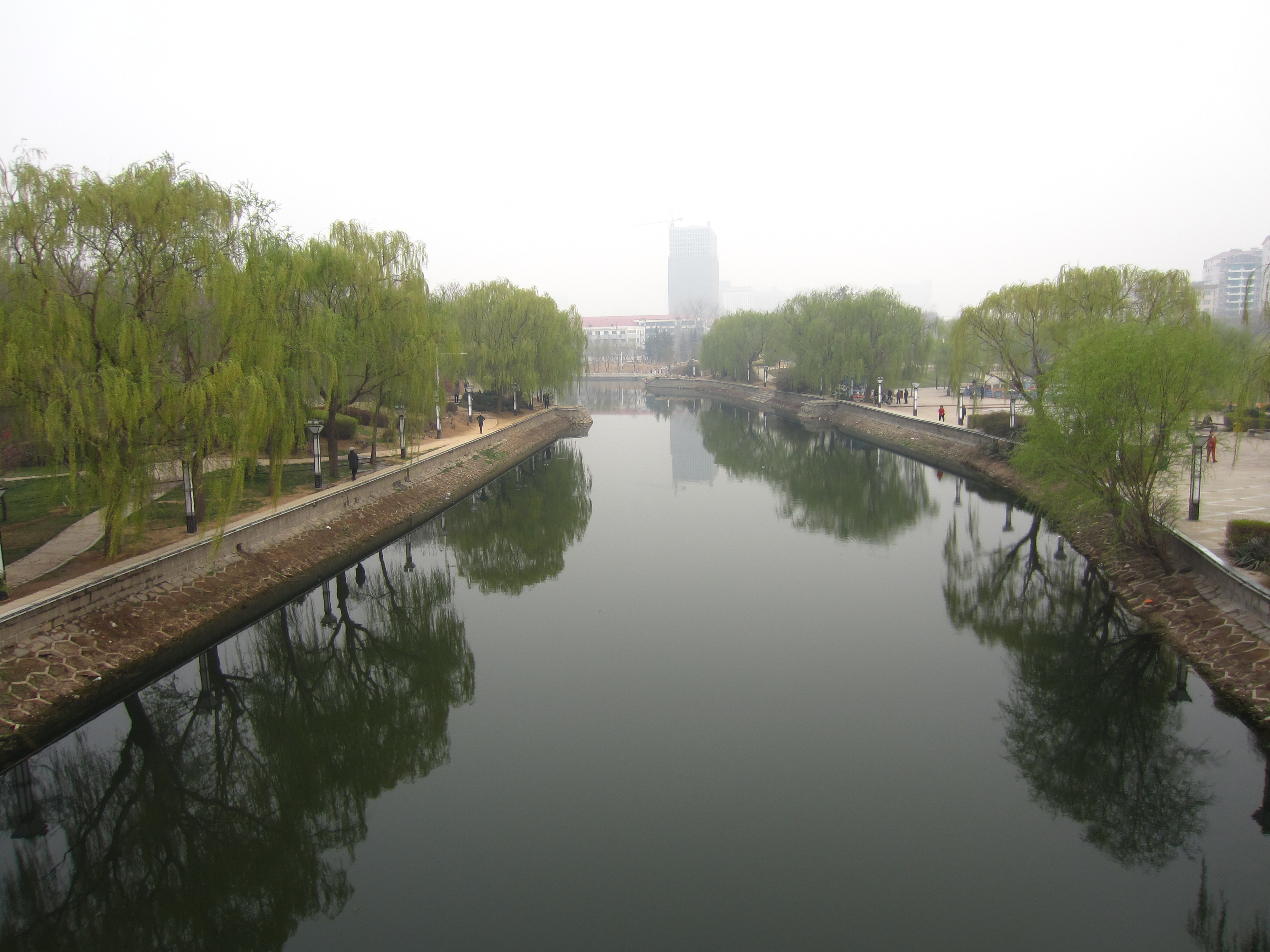
春天中的滏阳河

对滏阳河最早进行记载的是先秦典籍《山海经·北山经》：“又北三百里，曰神麇之山……滏水出焉，而东流注于欧水。”但是却没有写明滏阳河得名原因。又根据汉代《淮南子·地形训》记载：“其泉沸腾，势若釜汤，故曰釜。”因为是记载河流名称，所以在旁边加上三点水，写作滏。《魏都赋》也记载写到：“鼓山又名滏山，滏水源出山麓。”北周武帝时，因县城临水县（因临近滏水之故）在滏水之阳的原因，改此地为滏阳县，后人又将之转用于河流，遂有滏阳河之称。

## 流域面积
滏阳河的源头在邯郸市峰峰矿区的元宝山黑龙洞，黑龙洞众多泉眼翻涌，犹如沸水，这里遍布大泉36眼，小泉72眼，共计108眼之多，出水量在北方仅次于济南趵突泉和太原难老泉。古人曾赋诗赞道：“帝潜巨灵凿此山，源泉百道出其间。黑龙洞里珠千颗，白浪滩头玉一湾。”此外，黑龙洞周边过去还有晋祠泉、元宝泉、广盛泉及金村、龙池沟白龙池等数处滏阳河泉源。
滏阳河沿途流经邯郸、邢台、衡水、沧州等四地市及其周围四十多个县区市，在沧州市的献县与滹沱河汇流后称子牙河，全长503公里，流域上游有20多条大小支流。在邯郸境内流经峰峰矿区、磁县、邯郸县、邯郸市区、永年区、曲周县、鸡泽县，境内长185公里。

## 航运历史
历史上，滏阳河水量充沛，沿岸径流城镇众多，航道畅通，曾是邯郸地区至天津和河北沿海各个码头的主要航运交通线，在北方河流当中十分难得。宋代碑文曾记载“磁州积陶冶，万舸可达幽燕”；明代时期的《大明会典》写到：“彭城设官窑四十余座，岁造瓷坛堆集官坛上，舟运入京纳入光禄寺。明弘治十一年，进贡于皇家之瓶、坛达一万一千九百三十六筒。”地方县志锐辑修《嘉靖彰德府志》也记载：“彭城在滏源里，居民善陶缶罂之属，或绘以五彩。浮于滏，达于卫，以售于他郡。”曾在万历年间任彰德府推官的张应登，游览了峰峰境内的黑龙洞及滏阳河源头，亲眼所见从峰峰境内彭城古镇生产的磁州窑陶瓷和当地的煤炭等产品，可以渡滏阳河送达京师等地。
民国初年滏阳河水势仍然充沛，源头当地的特产和手工艺品主要是通过滏阳河的船运销往全国各地。航运最兴盛繁荣的衡水码头，年吞吐量在34万吨以上。直到20世纪50年代中期仍有小型货船往返，但是随着各地地区的采煤和沿线其他工农业及城市生活用水量大大增加，致使地下水急剧下降，再加上干旱、污染等情况，滏阳河航运1978年开始断绝，水运日益衰退，码头逐步废弃，再加上铁路和公路等其他运输已发展迅猛，昔日“河路码头商贾云集，河中千帆竞发，船工号子此起彼伏”的滏阳河航运辉煌不复存在。滏阳河的水量虽然无法担负航运任务，但在防洪、灌溉和排涝等方面，仍然发挥着重要的作用。
明清时期滏阳河流域各地区筑闸引水灌溉农田，但各地也存在争水矛盾。国家和地方政府发挥其社会职能 :调整行政区划，促进水资源流域内统一管理；建立分水制度，调节了共同用水和均平用水。这些，对今日北方经济社会的可持续发展是有启示意义。

## 河灯文化
滏阳河在河北地区绵延通畅千年，沿岸的河灯文化源远流长，是华北地区河灯文化的重要源头和缩影。河灯文化和具有当地特色的商贸业兴衰有难以分别的历史渊源。

## 主要问题

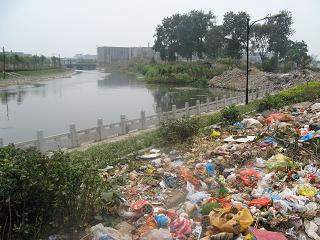
滏阳河边的垃圾堆

### 河患
滏阳河处于太行山迎风坡，水源短、坡度陡、流速急，洪水峰高量大、河道泄量上大下小，过水能力与来水量很不适应，每年汛期泄洪不及时候，经常洪水泛滥。该河沿线支流众多，滞洪区工程有黄粱梦滞洪区和永年洼滞洪区。1949年以后当地政府对滏阳河进行了多次治理和改造，沿河不仅修建桥梁、拦河闸、涵洞，并且还开挖了向留垒河的分洪道，减轻了洪水对下游带来的压力。到2010年滏阳河的总过水能力增加许多，遇大洪水可以安全通过，解除了滏阳河的水患。2012年投资2688万元的峰峰矿区滏东橡胶坝正式启用，这是目前中国最大的橡胶大坝，滏阳河防洪标准将由20年一遇提高到50年一遇。

### 水资源补充减少
有关部门对华北地区水资源短缺最严重的滏阳河流域进行了调查，结果证实随着上下游用水者之间用水竞争程度的加剧，流域从开放向闭合的转变，地下水位也逐年下降，滏阳河面临缺少淡水的补充及引致的环境问题。

### 污染
由于沿途大量工业及生活污水不经任何处理直接排入河道，滏阳河整个流域都已被严重污染，绝大部分地段属超Ⅴ类水体，彻底失去了饮用、渔业、养殖、灌溉等功能。河水往往呈现酱黄色或墨黑色，恶气袭人，已成为沿途地区的一大公害。如今滏阳河邯郸市境内情况虽已有改善，邯郸市政府也对滏阳河实施了河道清淤疏浚、截污治污、绿化亮化等工程，但是滏阳河整体水质恶化却无多大改观。

## 开发治理
滏阳河源头的居民就很早就利用滏水开展航运交通，对泉源河流与农业水利的关系也就有了认知，历朝历代都不断地组织人力对滏阳河源泉进行疏浚开凿，对滏阳河水系进行综合治理。1937年河北省农田水利委员会所立的「疏凿滏河源泉纪念碑上」，就刻着“地利非辟不能殖，源泉必开而后洪”的题词。此碑现存滏阳河源头黑龙洞处。
- 邯郸市：滏阳河邯郸段是邯郸市主城区目前唯一一条常年有水的自然河，这种河流在中国北方诸多城市中十分罕见，所以被邯郸市民称成为邯郸市的“母亲河”。邯郸市政府为了保护好滏阳河，维持滏阳河沿岸生态环境并且给市民提供沿河休闲娱乐场所。2000年开始，邯郸市每年都要治理一段污染的河道，到了2012年8月经邯郸市投入重金，加大人力物力对滏阳河的治理工作。并且主要是对主城区河段进行改造与提升，并将其列为全市重点城建项目之一[參⁠ 23]。
- 衡水市：衡水市对滏阳河整治和改造过程中加强对沿岸的历史文化资源和历史文化的传承和弘扬也做了不少工作[參⁠ 24]。

### 截污
滏阳河若拥有良好的水质，重点是污水截流工程。邯郸市的截污工作采取「一截污、二分流、三清淤」的方式进行，前后实施截污27处、雨污水分流78处、雨水管网清淤61公里。还采用在雨水沟道入河口位置处设置逆止阀，并在入河口上游地区适当位置设置截流井，铺设污水管道，将污水流至市政污水管网。

### 清淤
2013年3月开始，邯郸市实施滏阳河改造提升工程，目的在于恢复滏阳河两岸自然生态、提升滏阳河运行能力。清淤过程中采取了当时中国国内最先进的环保型绞吸式挖泥船与脱水固结一体化联合作业的清淤方式。这种清淤方式优点在于：在清淤过程中没有让滏阳河发生断流停水，也不会出现因清淤产生的难闻的气味及遗漏泥水造成的二次污染。此次清淤疏浚河道6.5公里，清理淤泥达20万立方米，外运泥饼12万立方米。同时，首次在邯郸市建成行船船闸，解决了滏阳河古闸上下游因水位落差大无法通航的问题。经过9个月的清淤施工，滏阳河水质由劣五类提高到景观的三类水，两岸生态景观呈现出“三季有花、四季常青、错落有致”的绿化景色。

### 绿化
- 邯郸市：邯郸市在对滏阳河综合整治同时，还加强了对滏阳河沿河生态环境的治理和绿化工作。2014年，滏阳河提升改造一期工程沿河绿化提升工程开始全面展开。一期绿化工程铺装12000平方米、种植灌木13.5万株，乔木1700余株、绿化面积达5万平方米，剩余工程包括铺装25000余平方米、种植乔木3700余株，灌木300000株、绿化面积8万平方米，在2014年年上半年完成[參⁠ 26]。
- 衡水市：衡水市在河渠综合改造工程完成后，充分利用滏阳河生物净水的条件，借鉴自然界水体自净的原理，在河道合适的水域，种植适宜生长的水生植物，并且利用现代水利工程学、生态学等，通过研究生物技术综合治理衡水市河渠水系建设，让其达到净化污水。

### 通航

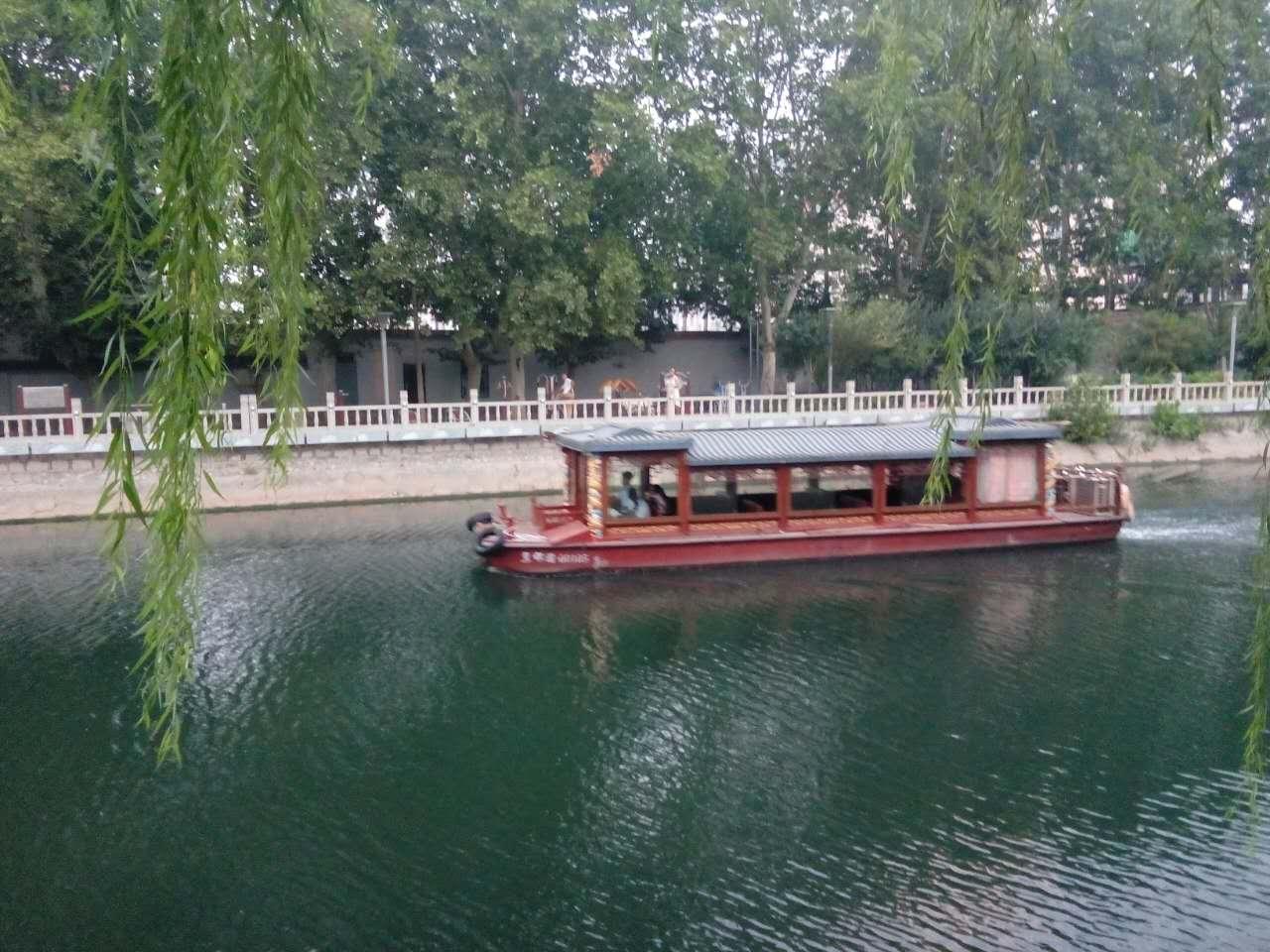
一艘游船正在通航后的滏阳河上游行。

邯郸市政府在对滏阳河清淤改造过程中还把滏阳河通航工程列为市政府2013年一号工程。2013年11月28日，滏阳河通航工程滏河游园至龙湖公园段首航成功，2014年5月1日，滏阳河上两艘游船缓缓离开码头，顺水而下，标志着邯郸市滏阳河改造提升工程水上旅游项目正式面向社会开放，同时也意味古老的滏阳河上时隔四十余年再次扬帆迎客。

## 衍生文化
- 唐代诗人岑参的《邯郸客舍歌》：“客舍门临漳水边，垂杨下系钓鱼船。”
- 清朝文人裴大鹏所著《滏水春帆》：“一湾春水涨玻璃，片片悬帆映绿堤。细雨吹来风势顺，冲烟已到画桥西。”
- 明代文人張應登所写《游滏水鼓山记》。
- 于文华演唱《滏阳河水绕邯郸》，是关于滏阳河为主题的音乐作品。
- 滏阳河流经千里，据不完全统计，名字叫滏阳或带滏字的人有上千人之多，甚至直接用滏阳二字命名地名、学校、街道、广场、小区、医院、公司、公园等也有上百家[參⁠ 7]。

## 轶事
- 民间传说滏阳河源头是中国黑龙的诞生地。在滏阳河的源头峰峰矿区的黑龙洞村有个天然溶洞，溶洞深遂幽暗，逾往里走逾窄，深不可测，至今尚无人能走完这个溶洞。相传洞内有黑龙潜藏，有人曾有诗云“骊龙出洞去，洞深不可测”。洞上有建于唐代的风月关，又称黑龙庙，据说就是为了祭祀洞中的黑龙而修建。[參⁠ 7]。
- 2012年6月，邯郸市滏阳河中惊现一条鳄鱼，怀疑是人为放生，目前已经收养在丛台公园动物园内[參⁠ 27]。
- 2017年6月，磁县当地群众在滏阳河中挖出一枚保存完好的地雷，经过民警确认，是一枚老式军用地雷，仍有爆炸危险。目前已经成功排除安全隐患[參⁠ 28]。

## 延伸阅读
[在维基数据编辑]
 《欽定古今圖書集成·方輿彙編·山川典·滏水部》，出自陈梦雷《古今圖書集成》